# PigCHAMP
PigCHAMP是北美著名的猪场管理软件。PigCHAMP最初于20世纪80年代早期由明尼苏达州立大学兽医学院开发，最初的开发目的是用于采集科研数据。
PigCHAMP的“CHAMP”是“计算机保健及管理程序”（Computerized Health and Management Program）的缩写。
PigCHAMP最初由明尼苏达州立大学兽医学院进行推广。1989年，PigCHAMP 1.1发布。1999年，明尼苏达州立大学将PigCHAMP的所有权移交给PigCHAMP的雇员及外部投资者。2001年11月，Farms.com有限公司收购了PigCHAMP。
曾有几家公司在中国推广PigCHAMP，但由于收费很高没有推广成功。PigCHAMP Care 3000按母猪头数定价，每头母猪的平均许可价格随母猪头数增加而减少。最低价格为200头母猪的群体每年500美元。